# René Clair
René Clair (n. 11 noiembrie 1898, Paris, Franța – d. 15 martie 1981, Neuilly-sur-Seine, Île-de-France, Franța), născut ca René-Lucien Chomette, a fost un regizor și scriitor francez. A devenit mai întâi celebru în anii 1920 ca regizor de filme mute în care comedia de cele mai multe ori se amesteca cu fantezia. A continuat apoi să realizeze unele dintre cele mai inovative filme sonore, primele de acest gen din Franța. Clair continuă să regizeze în străinătate, lucrând în Marea Britanie și Statele Unite ale Americii mai mult de un deceniu. Se reîntoarce în Franța după al doilea război mondial și continuă să regizeze aceleiași filme  caracterizate de eleganță și inteligență, prezentând adesea o vedere nostalgică a stilului de viață francez din anii anteriori. A fost ales membru al Academiei Franceze în 1960. Cele mai cunoscute filme ale lui Clair sunt Pălărie italiană de paie (1928), Acoperișurile din Paris (1930), Milionul (1931), Libertate (1931), M-am căsătorit cu o vrăjitoare (1942) și 10 negrii mititei (1945).

## Biografie
René Clair s-a născut și a  crescut în cartierul Halles din Paris. A petrecut cea mai mare parte a vieții sale în Paris. Deși a aparținut unei familii care de mai multe generații au fost comercianți prosperi, nici Rene Chaumette, nici fratele său mai mare, Henry, nu au continuat tradiția familiei (Henri Chomette devenind, mai târziu, ca și fratele său, regizor de film).

## Filmografie
- 1924 Antract (Entr'acte)
- 1925 Paris qui dort
- 1925 Fantoma de la Moulin-Rouge (Le Fantôme du Moulin-Rouge)
- 1926 Voiajul imaginar (Le Voyage imaginaire)
- 1927 La Proie du vent
- 1928 La Tour
- 1928 Pălăria florentină (Un chapeau de paille d'Italie)
- 1929 Les Deux Timides
- 1930 Sub acoperișurile Parisului (Sous les toits de Paris)
- 1931 Milionul (Le Million)
- 1931 À nous la liberté
- 1933 14 iulie (Quatorze juillet)
- 1934 Ultimul miliardar (Le Dernier Milliardaire)
- 1935 Fantome de vânzare (The Ghost Goes West)
- 1938 Știri false (Break the News)
- 1941 Pasiunea fatală (The Flame of New Orleans)
- 1942 Nevastă-mea vrăjitoarea (Ma femme est une sorcière)
- 1943 Forever and a Day
- 1944 S-a întâmplat mâine (C'est arrivé demain)
- 1945 Zece negri mititei (And Then There Were None)
- 1947 Tăcerea e de aur (Le silence est d'or)
- 1950 Frumusețea diavolului (La Beauté du diable)
- 1952 Frumoasele nopții (Les Belles de nuit)
- 1955 Marile manevre (Les Grandes Manœuvres)
- 1957 Porte des Lilas
- 1960 Franțuzoaica și dragostea (La Française et l'Amour), episodul Căsătoria (Le Mariage)
- 1961 Tot aurul din lume (Tout l'or du monde)
- 1962 Les Quatre Vérités episodul Cei doi porumbei
- 1964 Les Fables de La Fontaine (serial TV)
- 1965 Serbările galante (1965)

## Opera literară
Clair a debutat inițial ca jurnalist. În 1926 publică primul său roman, Adams (tradus în engleză ca Star Turn), despre o vedetă de la Hollywood care nu mai face distincția între real și imaginar. Ocazional a scris literatură de ficțiune (La Princesse de Chine și Jeux du hasard), dar multe din lucrările sale au tematică cinematografică, inclusiv reflecții asupra unor filme proprii. În afară de numeroasele articole jurnalistice, operele sale literare principale sunt:  
- Adams. (Paris: Grasset, 1926). Tradus în engleză ca Star Turn, (Londra: Chatto & Windus, 1936).
- Réflexion faite. (Paris: Gallimard, 1951). Tradus în engleză ca Reflections on the Cinema. (Londra: William Kimber, 1953).
- La Princesse de Chine, suivi de De fil en aiguille. (Paris: Grasset, 1951).
- Comédies et commentaires. (Paris: Gallimard, 1959) [include 5 scenarii scrise de Clair]. Tradus parțial în engleză ca Four Screenplays. (New York: Orion Press, 1970).
- Discours de réception à l'Académie française. (Paris: Gallimard, 1962).
- Tout l'or du monde. (Paris: Gallimard, 1962).
- Cinéma d'hier, cinéma d'aujourd'hui. (Paris: Gallimard, 1970). Tradus în engleză ca Cinema Yesterday and Today. (New York: Dover, 1972).
- L'Étrange Ouvrage des cieux, d'après The Dutch Courtezan de Jon Marston. (Paris: Gallimard, 1972).
- Jeux du hasard: récits et nouvelles. (Paris: Gallimard, 1976).

## Alte lucrări
Clair a lucrat și în radio sau în teatru, în 1951 regizând piesa radio Une larme du diable.  În 1959 a regizat piesa de teatru a lui Musset denumită On ne badine pas avec l'amour, în care Gérard Philipe a avut unul din ultimele sale roluri înainte de moartea sa. În 1972 a regizat pentru Opera din Paris lucrarea lui Gluck denumită Orphée.

## Legături externe
- René Clair la Internet Movie Database